# 加藤麻衣
加藤 麻衣（かとう まい、1994年8月7日 - ）は、日本の政治家、人権活動家。性的少数者（LGBTなど）の団体「いわてレインボーマーチ」代表。2019年、盛岡市議会議員選挙にレズビアンを公表して立候補し、25歳で初当選した。

## 来歴
岩手県盛岡市出身。盛岡市立桜城小学校、盛岡市立城西中学校、岩手県立不来方高等学校芸術学系美術・工芸コース卒業。岩手大学教育学部芸術文化課程美術・デザインコース在学中に性的少数者（LGBTなど）の居場所づくりを目的とした団体を設立。2017年（平成29年）3月、同大学卒業。同年4月、グラフィックデザイナーとして建設会社に就職。
2018年（平成30年）5月、岩手県男女共同参画センターで働き始める。同年、LGBTの権利擁護を訴えるパレードを企画。主催者として同年2月から本格的に活動を始め、映画鑑賞会や勉強会などの小規模イベントを開催しながら、パレードの告知や協力の呼び掛けを行った。同年9月1日、岩手県初のプライド・パレードである「いわてレインボーマーチ」が盛岡市内で開催され、もりおか歴史文化館から終点の盛岡城跡公園までを160人の参加者が歩いた。
2019年（令和元年）、盛岡市内のブランディング会社に転職。同年3月18日、専門学校盛岡カレッジオブビジネスとの共催で、性的少数者のカップルによる写真だけの模擬結婚式を開催。自らも参加した。
同年6月3日、立憲民主党、日本共産党、社民党の3党は、同性婚を認める民法改正案を衆議院に共同提出。これを受けて河北新報は加藤に取材。「異性愛者にも同性愛者にも平等な婚姻制度が望ましい」と加藤は答えた。

### 盛岡市議会議員
2019年（令和元年）7月24日に記者会見をし、任期満了に伴う盛岡市議会議員選挙に立候補する意向を表明した。この時点で加藤は24歳で被選挙権を有していなかったが、公示日（8月18日）直前の8月7日に誕生日を迎え、晴れて25歳となった。
同年8月25日に行われた市議選で、初出馬、最年少ながら、定数38に対し得票数2位で初当選を果たした。8月28日に就任。
2020年（令和2年）8月、「パートナーシップ宣誓制度」導入に向けて、弘前市議会議員の成田大介、山形市議会の松井愛、陸前高田市議会議員の木村聡、仙台市議会議員の樋口典子らと「東北アライ議員ネットワーク」を結成した。
2022年（令和4年）9月8日、東北地方では導入が進んでいない「パートナーシップ宣誓制度」について、市議会定例会で質問。谷藤裕明市長ならびに市民部長は「遅くても2023年5月には市としては導入したいという意向をもっている」と回答した。
2023年（令和5年）8月の盛岡市議選には不出馬。8月27日の任期満了をもって盛岡市議を退任した。